# Iskăr (přehradní nádrž)
Iskăr (bulharsky Искър, Iskăr) je přehradní nádrž v Bulharsku. S rozlohou 23,98 km² je největší bulharskou přehradní nádrží. Slouží ze dvou třetin k zásobování hlavního města Sofie pitnou vodou a k produkci vodní energie. Leží v pohoří Rila na stejnojmenné řece v nadmořské výšce 820 m n. m. Hráz je vysoká 76 m a dlouhá 204 m.

## Historie

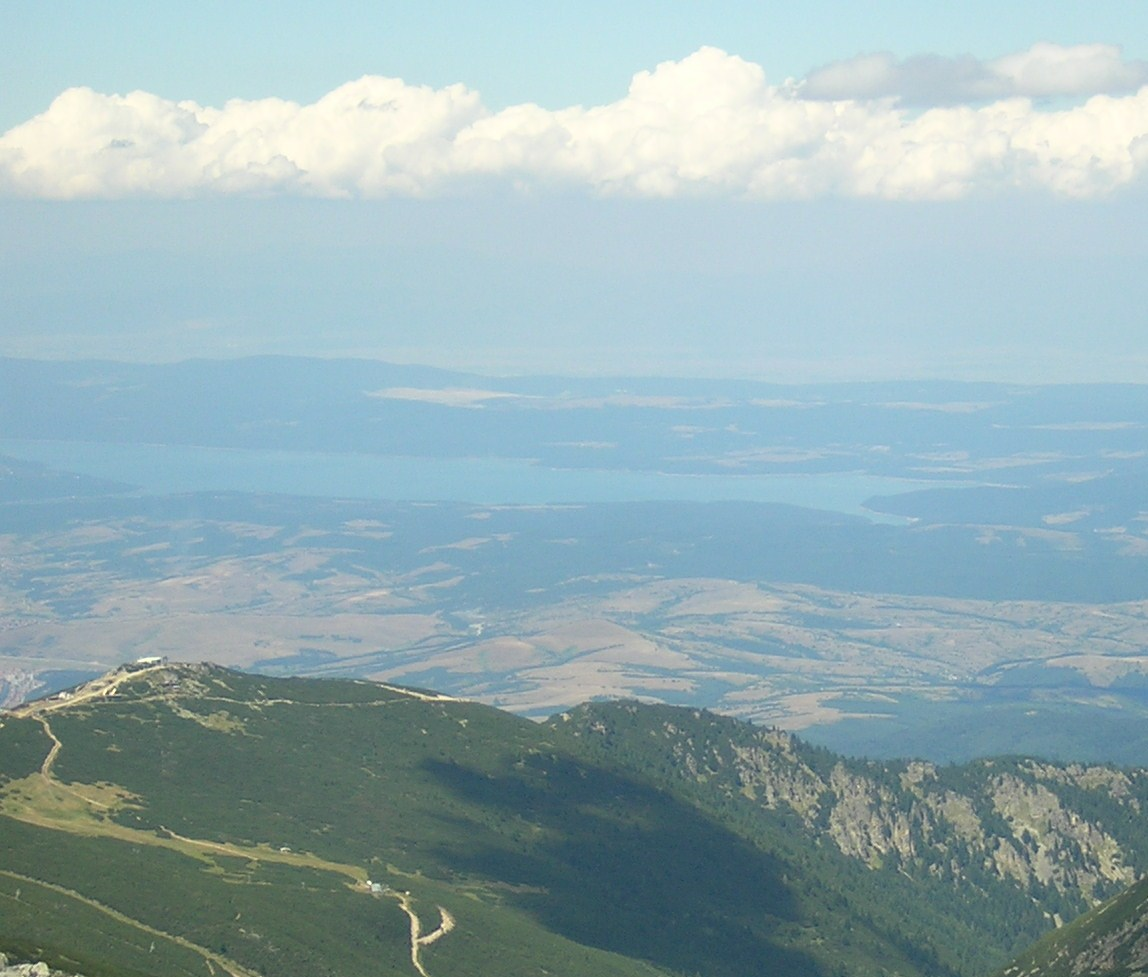
Pohled na nádrž Iskăr z hory Musala

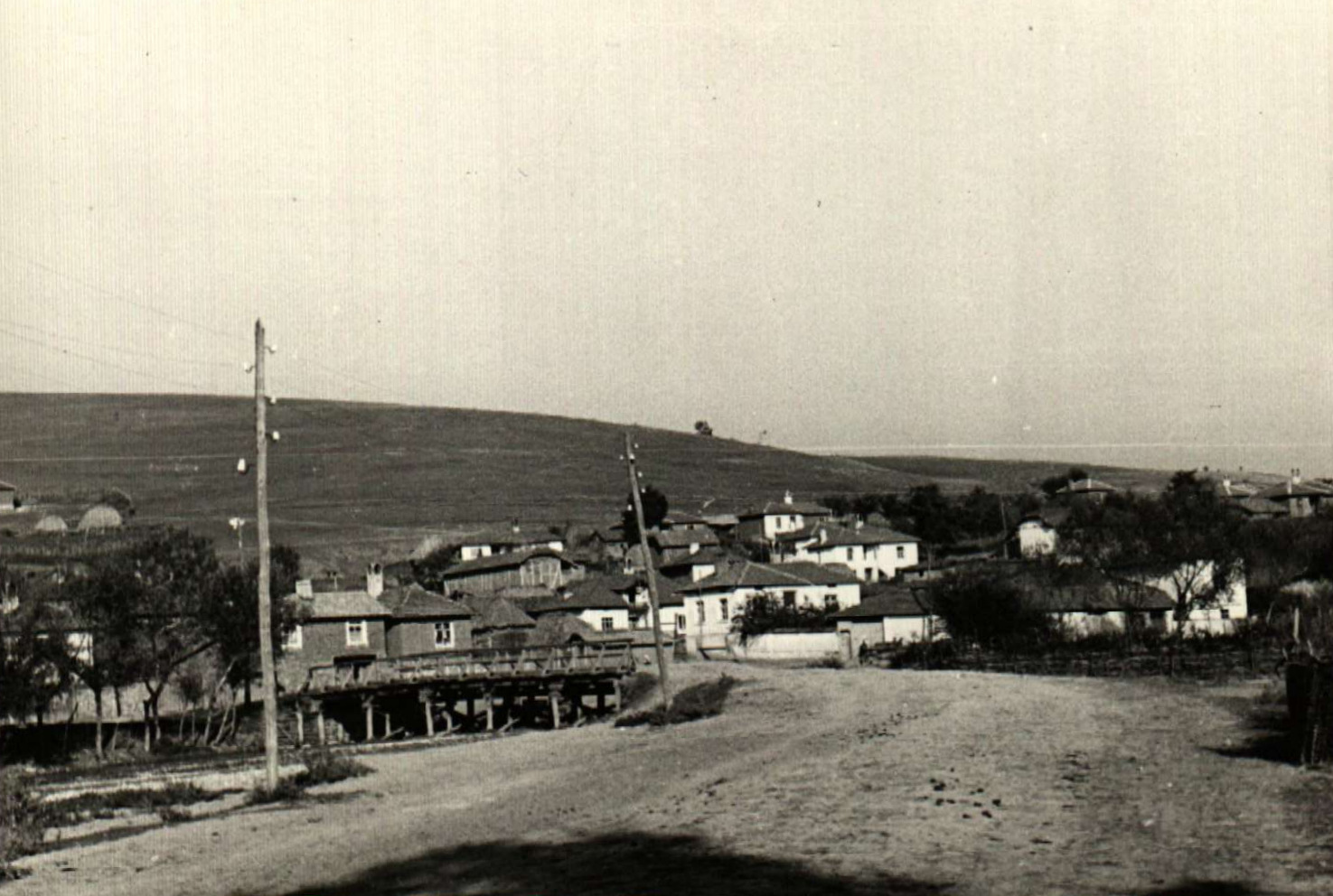
Zaniklá vesnice Gorni Pasarel

Počáteční plány na výstavbu přehrady na řece Iskăr pocházejí již z let 1900 až 1901, bezprostředně po výstavbě vodní elektrárny v nedaleké vesnici Pančarevo. V roce 1921 byla myšlenka na výstavbu vodní nádrže znovu zmíněna, ale její realizace selhala kvůli neschopnosti odškodnit obyvatele vesnic Gorni Pasarel, Šišmanovo a Kalkovo, které by kvůli výstavbě přehrady musely být zatopeny. Byly provedeny topografické fotografie a geologické posouzení týkající se přehrady a v letech 1932 až 1941 byla provedena pozorování hladiny vody v řece Iskăr v Pasarelu za účelem vybudování nádrže svatého Petra (pojmenované podle kláštera v Dolním Pasarelu, který se měl nacházet poblíž nádrže).
Nový geologický průzkum související s výstavbou nádrže začal v roce 1947 na čtyřech místech mezi vesnicemi Gorni Pasarel a Pančarevo. Místo na 37. kilometru řeky Iskăr bylo vybráno jako nejvhodnější z geologického, topografického a ekonomického hlediska. Vody řeky byly dále studovány v letech 1947 až 1948.
Práce na projektech vodní elektrárny Iskăr začaly počátkem roku 1948 v nově založené společnosti Energohidroprojekt. Design a první návrh vytvořil tým pod vedením inženýra Moisejeva za pomoci sovětských specialistů. Projekt byl schválen odbornou radou Ministerstva elektrifikace a meliorací. Plánovaný objem nádrže byl 520 milionů m³ a rezervní objem 60 milionů m³.
Během konstrukce byl název nádrže změněn na Obří nádrž Stalin (bulharsky Гигант язовир Сталин, Gigant jazovir Stalin), ale tento název se neujal a byl změněn na nádrž Iskăr. Asi 37 km jižně od nádrže Iskăr se nachází nádrž Beli Iskăr na stejnojmenné řece.
Výstavba nádrže Iskăr byla dokončena v letech 1950 až 1954. Kvůli výstavbě byly zatopeny tři vesnice – Gorni Pasarel, Kalkovo a Šišmanovo (zbyl pouze klášter).